# Seydelia georginae
Seydelia georginae är en fjärilsart som beskrevs av Kalis 1934. Seydelia georginae ingår i släktet Seydelia och familjen björnspinnare. Inga underarter finns listade i Catalogue of Life.